# Chiropsalmus
Chiropsalmus is een geslacht van neteldieren uit de familie van de Chiropsalmidae.

## Soorten
- Chiropsalmus alipes Gershwin, 2006
- Chiropsalmus quadrumanus (F. Muller, 1859)